# Thrixopelma cyaneolum
Thrixopelma cyaneolum là một loài nhện trong họ Theraphosidae.
Loài này thuộc chi Thrixopelma. Thrixopelma cyaneolum được miêu tả năm 2005 bởi Joachim Schmidt, Friebolin & Friebolin.